# Michel Tournier

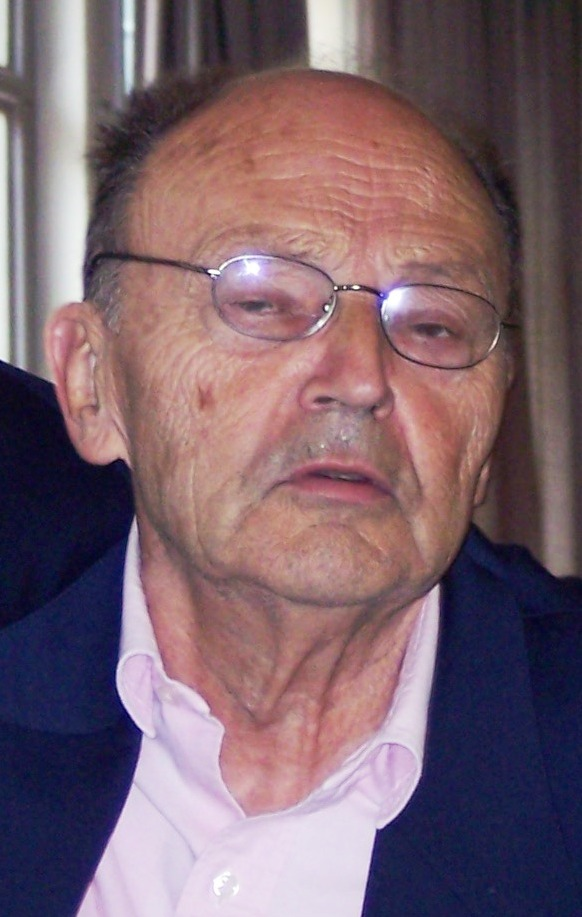
Michel Tournier

Michel Tournier (ur. 19 grudnia 1924 w Paryżu, zm. 18 stycznia 2016 w Choisel) – francuski pisarz.

## Życiorys
Był dzieckiem pary studiującej germanistykę, która poznała się na Sorbonie w Paryżu. Zainteresowanie Niemcami oraz szacunek do języka niemieckiego było starą tradycją w rodzinie jego matki. Chociaż podczas I wojny światowej jego ojciec został ranny, to młody Tournier wraz z rodzeństwem (dwójką braci i siostrą) oraz rodzicami jeździł na wakacje do Niemiec, gdzie uczył się przy okazji również tamtejszego języka. Pomimo przywiązania do Niemiec rodzina Tournier podczas II wojny światowej nie kolaborowała z hitlerowcami.
Po 1945 znalazł się w pierwszej grupie Francuzów, którzy wyjechali do Niemiec. Latem 1946 zaczął studiować prawo oraz filozofię na uniwersytecie w Tybindze. Nie udało mu się spełnić swego zamiaru - zdobyć tytułu doktora filozofii, gdyż nie zdał egzaminów. Po wydawniczej działalności oraz tłumaczeniu niemieckich książek Tournier sam wydaje swoją pierwszą książkę w 1967 pt. Piętaszek czyli otchłanie Pacyfiku, nagrodzoną przez Akademię Francuską.
Za swoją drugą powieść, Król olch wydaną w 1970, otrzymał Nagrodę Goncourtów.
Był członkiem Bawarskiej Akademii Sztuk Pięknych oraz Saksońskiej Akademii Sztuki. Żył i pracował w Choisel pod Paryżem.

## Utwory
- Vendredi ou les Limbes du Pacifique, 1967 (Piętaszek czyli Otchłanie Pacyfiku)
- Le roi des Aulnes, 1970 (Król olch). Na jej podstawie Volker Schlöndorff nakręcił w Polsce w 1996 roku film o tym samym tytule.
- Vendredi ou la vie sauvage, 1971 (wersja Otchłań Pacyfiku  dla dzieci, m.in. bez elementów seksualnych)
- Le fétichiste, 1974 - sztuka teatralna
- Les Météores, 1975
- Le vent Paraclet, 1977 - powieść autobiograficzna
- Le Coq de bruyère, 1978 (W Polsce wydane przez PIW w 1983 roku pod tytułem: Parking "Konwalia" i inne opowiadania)
- Des Clés et des Serrures, 1979
- Gaspard, Melchior & Balthazar, 1980 (Kacper, Melchior i Baltazar)
- Le vagabond immobile, 1984
- La Goutte d'or, 1985 (Złota kropla)
- Gilles & Jeanne, 1987
- Le médianoche amoureux, 1989
- La couleuvrine, 1994
- Eléasar ou La source ou le buisson, 1996 (Eleazar, czyli Źródło i Krzew, wyd. Czytelnik)
- Les Rois Mages, 1998
- Lilli ou L'initiation parfumée, 2002
- Le bonheur en Allemagne?, 2004